# Амбідекстрія
Амбідекстрі́я (від лат. ambi — «обидва» і лат. dexter — «правий») — термін, який вказує на відсутність явно вираженої мануальної асиметрії; проявляється тим, що людина в рівній мірі володіє обома руками. Амбідекстрія може бути зумовлена генетично або вироблена у результаті тренування.

## Відомі амбідекстри
- Святослав Вакарчук — «Я пишу обома руками однаково вільно, коли пишу лівою — почерк вправо, коли правою — вліво. Хто думає, що жартую — дайте листок — покажу»[1].
- Джимі Гендрікс — міг грати на гітарі і як правша (затискаючи струни на грифі лівою рукою), і як лівша[2]. При цьому лівою рукою він міг грати, і просто перевернувши наліво «правобічну» гітару (басовими струнами вниз)[3], і натягнувши струни у зворотному порядку, щоб у лівосторонньому варіанті басова струна була вгорі (дзеркально правобічний)[4].
- Адам Левін
- Нікола Тесла
- Леонардо да Вінчі
- Том Круз
- Марія Примаченко